# Shadowland (Dark Moor)
Shadowland (Terra d'ombra) è il primo album in studio della band spagnola Dark Moor pubblicato nel 1999 dalla Arise Records.

## Il disco
Shadowland ha un "sound" grezzo in confronto agli altri lavori che seguiranno, soprattutto per motivi di registrazione. Questo disco venne, infatti, registrato presso la NC Studios. L'anno successivo il gruppo entrerà in contatto con il produttore italiano Luigi Stefanini, che produrrà tutti gli album successivi dei Dark Moor, avvalendosi dei New Sin studios di Loria (TV).

## Tracce
1. Shadowland – 0:36
2. Walhalla – 6:58
3. Dragon Into the Fire – 5:04
4. Calling on the Wind – 5:05
5. Magic Land – 4:58
6. Flying – 6:41
7. Time Is the Avenger – 7:11
8. Born in the Dark – 5:07
9. The King's Sword – 5:53
10. The Call – 6:50

## Formazione
- Elisa C. Martín - voce
- Enrik Garcia - chitarra
- Albert Maroto - chitarra
- Anan Kaddouri - basso elettrico
- Roberto Peña De Camus - tastiera
- Jorge Saez - batteria